# Seniorenhandy

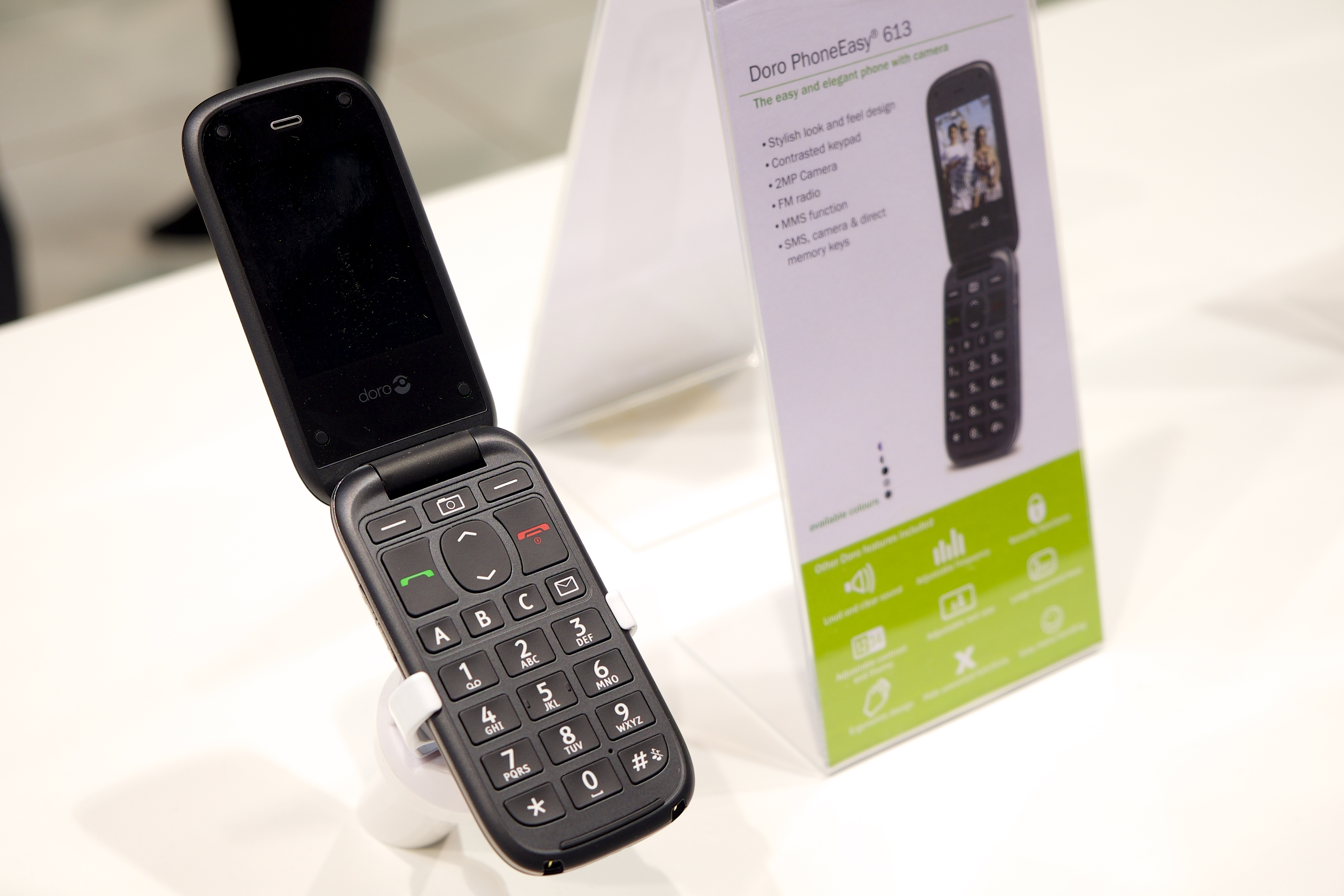
Klapphandy Doro PhoneEasy 613 für Senioren
vorgestellt 2015

Seniorenhandys sind speziell für ältere Menschen entwickelte Mobiltelefone mit einfacher Bedienung.

## Probleme und Anforderungen
Aufgrund des Alters oder einer Behinderung verschlechtern sich gewisse Bewegungsabläufe und motorische Fähigkeiten, die zur Bedienung von handelsüblichen Mobiltelefonen benötigt werden. Hinzu kommt eine verschlechterte Sehschärfe mit oft eingeschränktem Gesichtsfeld oder Gesichtsfeldausfällen. Auch das Hörvermögen ist häufig eingeschränkt.
- Eingeschränkte Sehkraft bzw. Gesichtsfeld

Großes, kontrastreiches und helles Display, unter allen Winkeln lesbar, nicht funktionsüberladen.
- Eingeschränkte Motorik

Derartige Mobiltelefone haben nur wenige, große Tasten mit deutlicher Rückmeldung, sodass auch eine Bedienung mit Handschuhen möglich ist. Der Tastenabstand ist hierbei ausreichend groß. Weiterhin sind die Geräte weitgehend robust und unempfindlich gegen Stöße, Staub und Spritzwasser.
- Eingeschränktes Hörvermögen

Auch auf das eingeschränkte Hörvermögen älterer Menschen kann eingegangen werden, durch Wahl von Klingeltönen mit nicht zu hohen Frequenzen. Manche Seniorenhandys sind in der Lage induktiv an Hörgeräte zu koppeln (T-Spule).
Ältere Menschen benötigen darüber hinaus andere Zusatzfunktionen. Ein MP3-Player für die Wiedergabe aktueller Musik-Charts tritt gegenüber den Handy-Grundfunktionen stark zurück. Eine Kamera auch einfachster Bauart kann hingegen zur sofortigen Dokumentation von Gefahrensituationen hilfreich sein. Gesprächsaufzeichnungsfunktionen und Spracherkennung (Sprachanwahl) können sehr sinnvoll sein. Die technischen Fähigkeiten der älteren Benutzer sind hierbei aber zu berücksichtigen. Eine einfache Bedienung sollte den Vorrang vor zu vielen technischen Funktionen (Hardwareschnittstellen bzw. der Software) haben. Teilweise wird zum Beispiel das Einspeichern von Kontakten per SMS ermöglicht. Die Akkulaufzeit ist aufgrund der kleineren Bildschirme wesentlich länger.
Die individuellen Gegebenheiten sind sehr unterschiedlich. Ein allgemein geeignetes Seniorenhandy kann es daher nicht geben. Ähnliche Anforderungen sind auch bei jüngeren Menschen mit Behinderungen vorhanden, die Bezeichnung Seniorenhandy ist daher nicht unbedingt geeignet.

## Ausprägungen
Die derzeit auf dem Markt befindlichen Seniorenhandys gliedern sich in drei Kategorien.
- Mobiltelefone mit vereinfachten haptischen Gegebenheiten, sowie visuell vereinfachter Bedienung und abgespecktem Funktionsumfang (Großtastentelefon).
- Mobiltelefone mit speziellen Erweiterungen z. B. Telemedizinkonzept für Senioren oder hilfsbedürftige Menschen (EKG-Erstellung, GPS-Ortung).
- Mobiltelefone, die ausschließlich für Notruf, Ortung und Anwahl festgelegter Rufnummern genutzt werden. Solche Konzepte werden auch als Kinderhandy oder reines Notrufhandy angeboten.

Die unterschiedlichen Konzepte fließen derzeit immer mehr zusammen.